# Eleanor Bergstein
Eleanor Bergstein   (Brooklyn, 1938) és una escriptora estatunidenca coneguda per escriure i coproduir Dirty Dancing, una popular pel·lícula dels anys vuitanta basada en gran part en la seva pròpia infància.
Té una germana gran, Frances, a la seva família jueva. El seu pare, Joseph, era un metge que va deixar gran part de la cura de les noies a la seva mare, Sarah. La família passava els estius als complexos de luxe hotel Catskill Resort de Grossinger a les muntanyes Catskill; i, mentre els seus pares jugaven a golf, Bergstein ballava.
Bergstein era una reina adolescent de Mambo, que competia en competicions locals. Mentre era a la universitat, va treballar com a instructora de dansa als estudis de dansa Arthur Murray.
El 1966 estava casada amb Michael Goldman i treballava com a novel·lista, inclòs Advancing Paul Newman. Aquesta novel·la conté molts dels temes de la seva famosa pel·lícula. També va provar de fer guions i va tenir èxit amb It's My Turn, una pel·lícula protagonitzada per Michael Douglas i Jill Clayburgh. Durant la producció, els productors van tallar una escena de ball eròtic del guió. Això va provocar que Bergstein escrivís una història més extensa, centrada en el "dirty dancing".
El 2004, també va crear la versió escènica de Dirty Dancing, que es va obrir el 2004 a Austràlia.

## Treballs
- Dirty Dancing: The Musical, 2004, producció escènica
- Let It Be Me, 1995, pel·lícula
- Ex-Lover: A Novel, 1989, novel·la
- Dirty Dancing, 1987, pel·lícula
- It's My Turn, 1980, guió
- Advancing Paul Newman, 1973, novel·la